# 벅털로란트하저

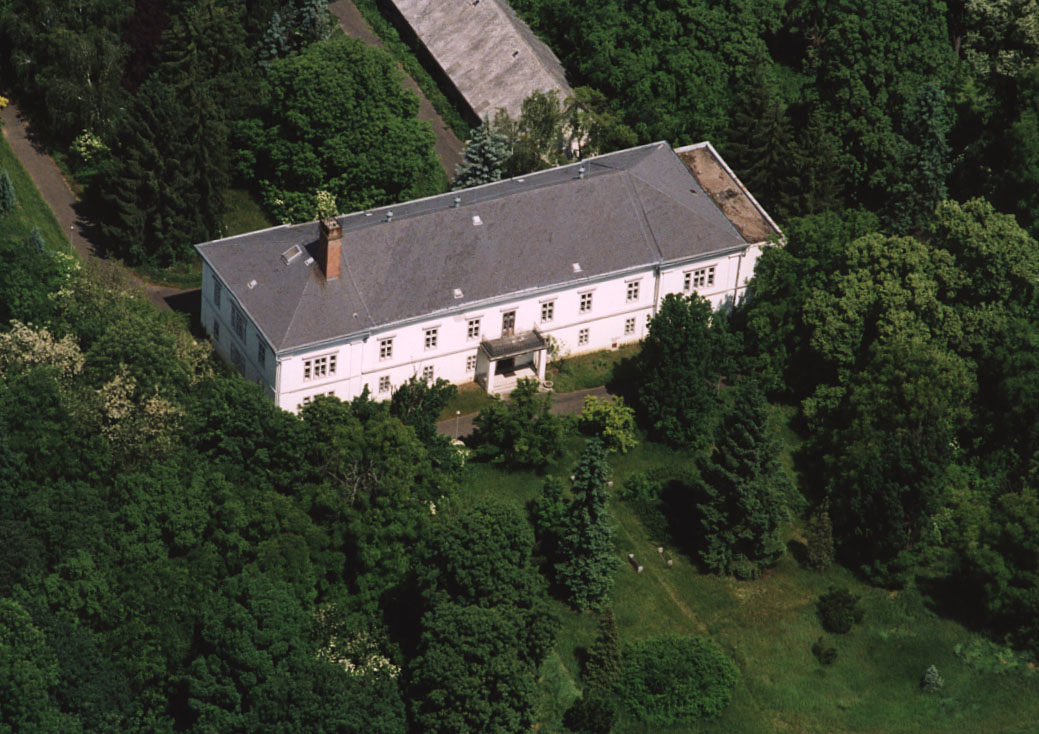
벅털로란트하저 궁전

벅털로란트하저(헝가리어: Baktalórántháza)는 헝가리 서볼치서트마르베레그주의 도시로 면적은 35.25km2, 인구는 3,987명(2015년 기준), 인구 밀도는 110명/km2이다.

시 문장